# Kashira Stocka

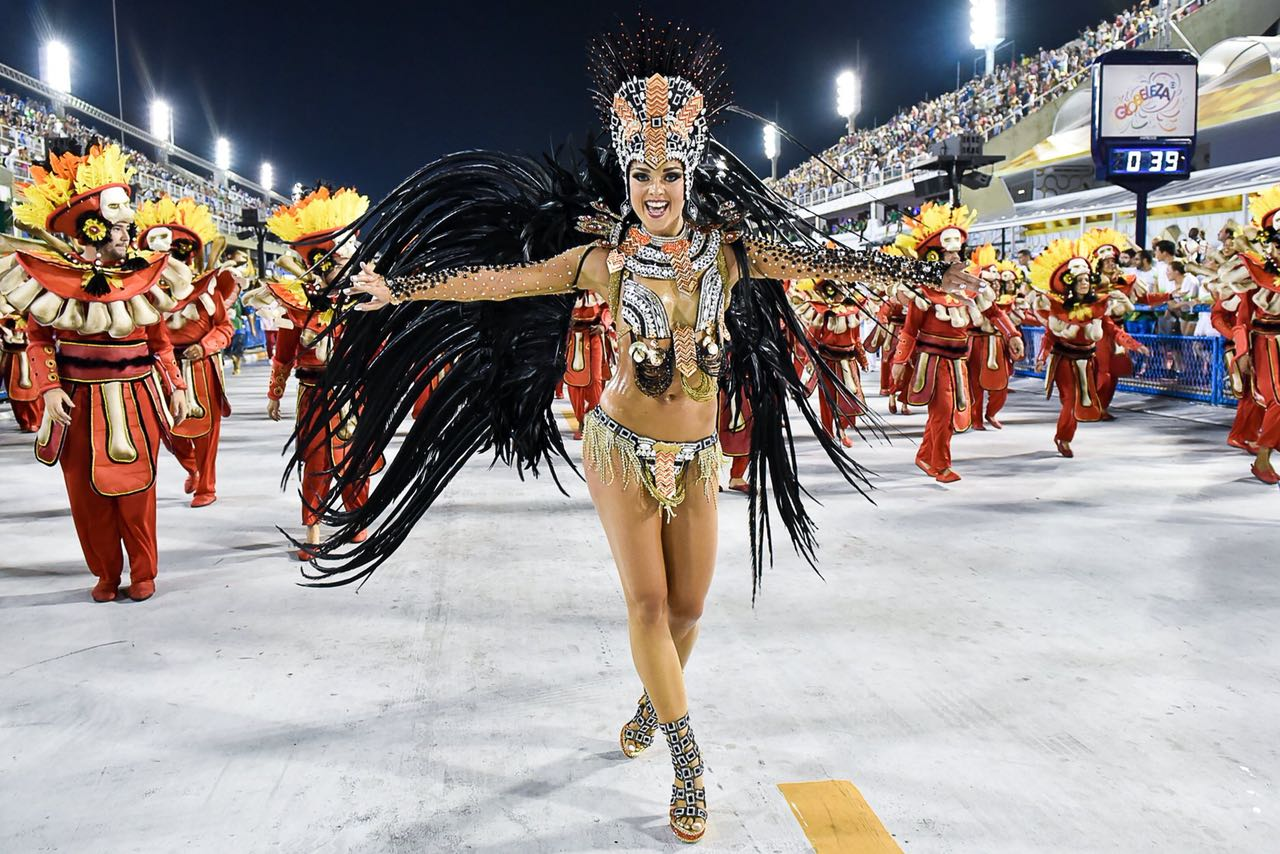
Kashira Stocka (2018)

Kashira Stocka (eigentlich: Katarzyna Stocka; * 12. Juni 1987 in Olsztyn) ist eine polnische Tänzerin und Choreographin.

## Leben
Sie begann im Alter von 6 Jahren zu tanzen und lernte in Olsztyn Tanzstile wie Disco, Jazz, Broadway-Jazz, Afrikanischer Tanz, Bauchtanz, Hip-Hop, Kommerzieller Tanz, Klassischer Tanz, Volkstanz, Brasilianischer Samba, Burlesque und andere.
Dazu bildete sie sich als Tanz- und Fitnesstrainerin aus. Sie absolvierte ihr Studium an der Akademia Wychowania Fizycznego Józefa Piłsudskiego w Warszawie (Józef Piłsudski University of Physical Education in Warsaw.) und an der Tanzschule für Choreographen in Warschau. Seitdem unterrichtet sie in Polen und im Ausland, vor allem Samba no pé.
Sie wurde 2016 bekannt, als sie als erste polnische Tänzerin als Madrinha de Bateria der Escola de Samba G.R.E.S. „Alegria do Zona Sul“ auftrat.
Sie hat an zahlreichen Fernsehsendungen teilgenommen, unter anderem in Polen an den Fernsehsendungen „Dancing with the Stars“ (mit ihrer Tanzgruppe Grupą Estradową Flame aus Olsztyn), „World of Dance“ und „Your Face sounds familiar“. Ebenfalls hat sie als Choreografin und Regisseurin Tanzspektakel durchgeführt, darunter „Alice im Wunderland“ mit insgesamt 150 Tänzern.